# 魔法様

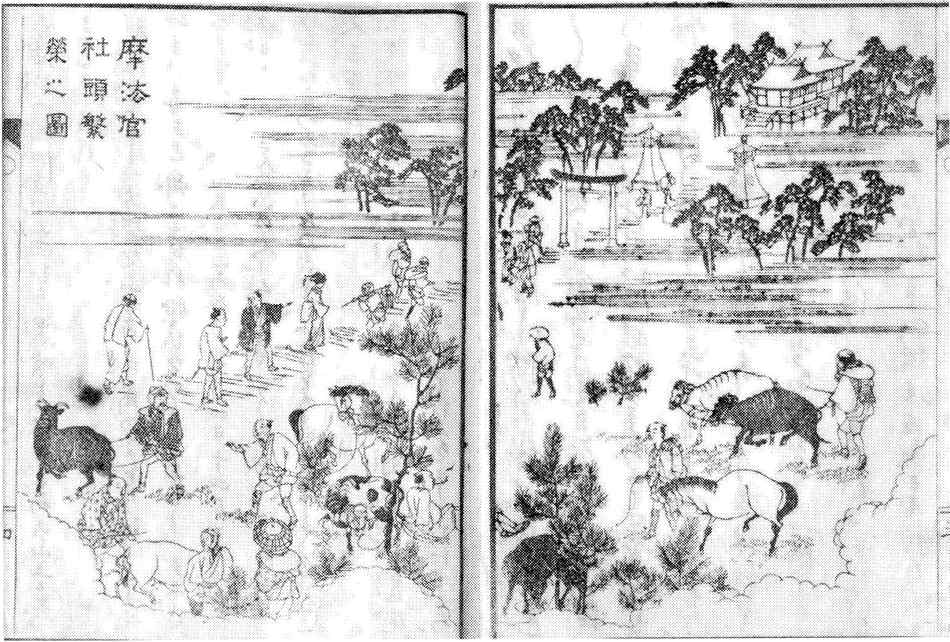
『備前加茂日本一狸由来記』。キュウモウ狸を祀った火雷神社に、牛馬を連れた多くの参拝者が集う画（江戸時代）。

魔法様（まほうさま）は日本の民間信仰の一つで、備前加茂（現在の岡山県）の化け狸として名高い伝説上のタヌキ「キュウモウ狸（キュウモウだぬき）」を牛馬の守護神として祀る信仰である。
岡山県総社市において槁および同市中尾滝山の魔法神社、同県加賀郡吉備中央町において上田西黒杭の火雷神社（からいじんじゃ）や細田の久保田神社（天津神社）でキュウモウ狸が祀られている。タヌキを神として祀る神社は西日本各地にあるが、キュウモウ狸は海外から日本へ来たとされるタヌキが祀られている珍しい例である。

## 伝説
総社市や吉備中央町では、魔法様ことキュウモウ狸の伝説が以下のように語られている。
昔、ヨーロッパや東南アジアから多くの船が日本に来訪していた時期、キリスト教の宣教師たちに紛れて、キュウモウ狸が日本にやって来た。どこの国から来たのかは不明だが、人間に化けるのが上手で、住処を捜して日本中を放浪した末、当時すでに廃坑となっていた加茂の銅山を住処とした。
以来、この住処を気に入ったキュウモウ狸は、月夜には農具をカンカンと叩きながら「サンヤン、サンヤン」と言って踊り回っていた。人間に化けて稲作を手伝ったり、奴姿で盆踊りで踊ることもあった。キュウモウ狸が人間に化けた姿は口がとがり、口髭が濃く、顎が細く、下半身が短いといった、正体のすぐにわかる特徴的な姿であり、正体がばれると「すまん、すまん」と言って逃げ出した。ときには木の葉を金に変えて買物をし、店の人を困らせることもあった。それ以上の悪事を働くことはなかったが、タヌキ狩りをする者がいると、怒ってその者の家に放火をしたので、人々は退治もせずに黙認していた。
あるときにキュウモウ狸は、村人たちにこれまで世話になった礼を述べ、今後は村中の牛馬を守ることと、火難盗難があるときには事前に知らせることを誓った。そこで村人たちは馬喰山に神社を建て、キュウモウ狸を祀ったという。
別説では、このタヌキは悪戯がすぎたために捕まって懲らしめられ、その詫びに牛馬の守り神になったともいう。かつて南蛮の王合甚尾大王（ごうじんびだいおう）という者が悪逆を企てて日本にバテレンを差し向けた際、その中にキュウモウ狸が混じっており、一緒に日本に来た子や孫たちとともに各地で人々を苦しめたが、後に守護神となったという説もある。

## 信仰と神社

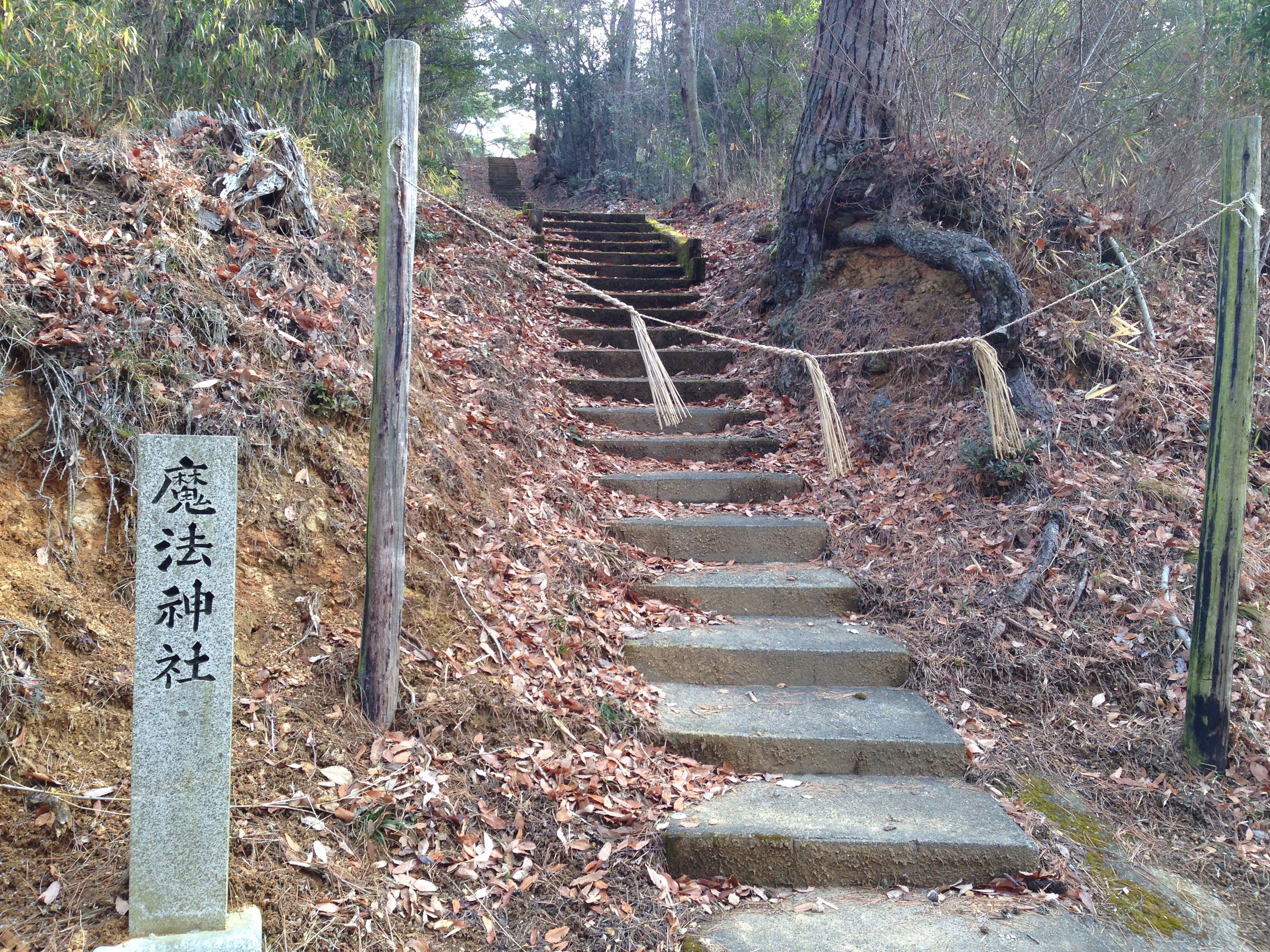
魔法神社（総社市槁）

総社市槁の魔法神社は鳥居も狛犬もない変わった神社であり、ここの伝説によればキュウモウ狸が日本へ来たのは室町時代末期とされている。「魔法様」の名は西洋の伝説の魔法とは関係がなく、地元の資料によれば、そばに摩利支天の社があることから「摩」利支天の「法」が変化したものとされる。
また阿賀郡呰部村（現在の真庭市）での別説では、魔法様はタヌキとは無関係であり、摩利支天と同じもので、家や株内を鎮守する神とされている。
吉備中央町の上田西黒杭でキュウモウ狸を祀った社は、火雷神社として後世に残されている。「魔法様」は地元民からの呼び名であり、「魔法宮」とも呼ばれている。江戸時代には名がよく知られており、その由来を解く『備前加茂日本一狸由来記』という書物も書かれている。かつては10月4日の縁日になると、神社は牛馬を連れた参拝者で非常に賑わい、周囲の木が擦りむけたほどともいわれるが、戦後にはその面影は失われており、平成以降の現在では、吉備中央町上田西黒杭の山間にひっそりと社が建っている。
一方、同町の細田にある通称「久保田神社」（久保田様）は現社名を天津神社といい、細田の別の地からこの地（本来の天津神社の社地)に移されたものである。こちらは立派な本殿や拝殿を備えた神社で、境内には通常の神社にある唐獅子ではなくタヌキの焼き物が置かれている。本殿の裏にはタヌキの通り道とされる穴があり、油揚げなどが供えられている。火雷神社の司掌によれば、火雷神社の使いのタヌキと地元のムジナとの間に産まれたのが久保田神社の魔法様だという。